# Малайзія на Олімпійських іграх
Малайзія вперше взяла участь в Олімпійських іграх у 1964 році. Відтоді країна брала участь у всіх літніх Іграх, крім Ігор 1980 року. В 1980 році Малайзія підтримала бойкот Олімпійських ігор, запропонований США.
Станом на 2016 рік, Малайзія завоювала 11 медалей.
Національний олімпійський комітет Малайзії був заснований у 1953 році, визнаний МОК у 1954 році.

## Таблиці медалей

### За Іграми
| Ігри                | Спортсменів                  | Золото                       | Срібло                       | Бронза                       | Разом                        | Місце                        |
| Мельбурн 1956       | як Малая та Північний Борнео | як Малая та Північний Борнео | як Малая та Північний Борнео | як Малая та Північний Борнео | як Малая та Північний Борнео | як Малая та Північний Борнео |
| Рим 1960            | як Малая                     | як Малая                     | як Малая                     | як Малая                     | як Малая                     | як Малая                     |
| Токіо 1964          | 62                           | 0                            | 0                            | 0                            | 0                            | -                            |
| Мехіко 1968         | 31                           | 0                            | 0                            | 0                            | 0                            | -                            |
| Мюнхен 1972         | 45                           | 0                            | 0                            | 0                            | 0                            | -                            |
| Мельбурн 1976       | 23                           | 0                            | 0                            | 0                            | 0                            | -                            |
| Москва 1980         | не брала участі              | не брала участі              | не брала участі              | не брала участі              | не брала участі              | не брала участі              |
| Лос-Анджелес 1984   | 21                           | 0                            | 0                            | 0                            | 0                            | -                            |
| Сеул 1988           | 9                            | 0                            | 0                            | 0                            | 0                            | -                            |
| Барселона 1992      | 26                           | 0                            | 0                            | 1                            | 1                            | 54                           |
| Атланта 1996        | 35                           | 0                            | 1                            | 1                            | 2                            | 58                           |
| Сідней 2000         | 40                           | 0                            | 0                            | 0                            | 0                            | -                            |
| Афіни 2004          | 26                           | 0                            | 0                            | 0                            | 0                            | -                            |
| Пекін 2008          | 32                           | 0                            | 1                            | 0                            | 1                            | 70                           |
| Лондон 2012         | 29                           | 0                            | 1                            | 1                            | 2                            | 63                           |
| Ріо-де-Жанейро 2016 | 32                           | 0                            | 4                            | 1                            | 5                            | 60                           |
| Всього              | Всього                       | 0                            | 7                            | 4                            | 11                           | > 100                        |

### За видами спорту
| Вид спорту     | Золото | Срібло | Бронза | Загалом | Місце |
| Бадмінтон      | -      | 6      | 2      | 8       | 7     |
| Стрибки у воду | -      | 1      | 1      | 2       | 18    |
| Велоспорт      | -      | -      | 1      | 1       | 39    |
| Усього         | -      | 7      | 4      | 11      | >100  |

## Список медалістів
| Медаль | Спортсмен                   | Ігри           | Вид спорту     | Дисципліна                 |
| ------ | --------------------------- | -------------- | -------------- | -------------------------- |
| Бронза | Разіф Сідек & Джалані Сідек | Барселона 1992 | Бадмінтон      | Чоловіки, парний розряд    |
| Срібло | Чі Сун Кіт & Яп Кім Гок     | Атланта 1996   | Бадмінтон      | Чоловіки, парний розряд    |
| Бронза | Рашид Сідек                 | Атланта 1996   | Бадмінтон      | Чоловіки, одиночний розряд |
| Срібло | Лі Чон Вей                  | Пекін 2008     | Бадмінтон      | Чоловіки, одиночний розряд |
| Срібло | Лі Чон Вей                  | Лондон 2012    | Бадмінтон      | Чоловіки, одиночний розряд |
| Бронза | Панделела Рінонг            | Лондон 2012    | Стрибки у воду | 10 м вишка                 |